# Esporogonia
A esporogonia é o mecanismo pelo qual um zigoto sofre repetitivas divisões nucleares, e logo após a sua formação, sofre um encistamento e uma divisão meiótica, originando no interior do cisto quatro esporozoítos haploides. Essas células multiplicam-se por mitoses sucessivas, dando origem a muitos outros esporozoítos, que, finalmente, são eliminados do cisto.
Decorrente a finalização deste processo, acontece a segunda fase (a qual se assemelha à esquizogonia, que é uma forma de reprodução assexuada) e originam as células-filhas.
Exemplo: No ciclo da malária, o plasmódio realiza esporogonia ao passar pelo tudo digestivo do mosquito originando várias células haploides denominadas esporozoítos, que penetram no corpo do hospedeiro.